# Stazione di Prešov
La stazione di Prešov è una fermata ferroviaria della linea Kysak-Muszyna. La stazione funge da capolinea per le linee per Humenné e Bardejov.

## Storia
La stazione è stata attivata nel 1872.